# Norwegischsprachige Wikipedias

Logos der norwegischsprachigen Wikipedias (Nynorsk [nn] links und Bokmål [nb] rechts)

Die norwegischsprachigen Wikipedias sind zwei Sprachversionen der Wikipedia. Die ältere und größere ist die Version auf Bokmål/Riksmål (norwegisch Norsk Wikipedia på bokmål og riksmål), die jüngere und kleinere ist die auf Nynorsk (Nynorsk Wikipedia). In Norwegen wird zudem noch eine weitere Sprache gesprochen, die eine Wikipedia hat, nämlich die auf Sami. Mitte Dezember 2011 bestand die Bokmål-Variante des Online-Lexikons aus rund 320.000 Artikeln, die Nynorsk-Variante aus über 75.000 Artikeln, die von rund 217.000 (Bokmål) bzw. 34.000 (Nynorsk) angemeldeten Benutzern bearbeitet wurden. Darunter waren 2100 bzw. 270 sehr aktive Benutzer und 68 bzw. 30 Administratoren.

## Die norwegischen Schriftsprachen
Bei der Entstehung der norwegischen Schriftsprache hat es eine Sonderentwicklung gegeben. Die meisten Norweger verwenden eine Variante, die heute Bokmål genannt wird (es gibt eine ähnliche, ältere Variante namens Riksmål). Diese Variante ist eine Tochtersprache des Dänischen, das in Vergangenheit über viele Jahrhunderte Norwegens Amtssprache gewesen ist. Eine Minderheit von 10 bis 15 Prozent bevorzugt aber das Nynorsk, das sich an den autochthonen norwegischen Dialekten orientiert. Für Nynorsk können sprachwissenschaftliche, regionale und nationale (es ist weniger „dänisch“) Argumente angeführt werden.

## Norwegische Wikipedias

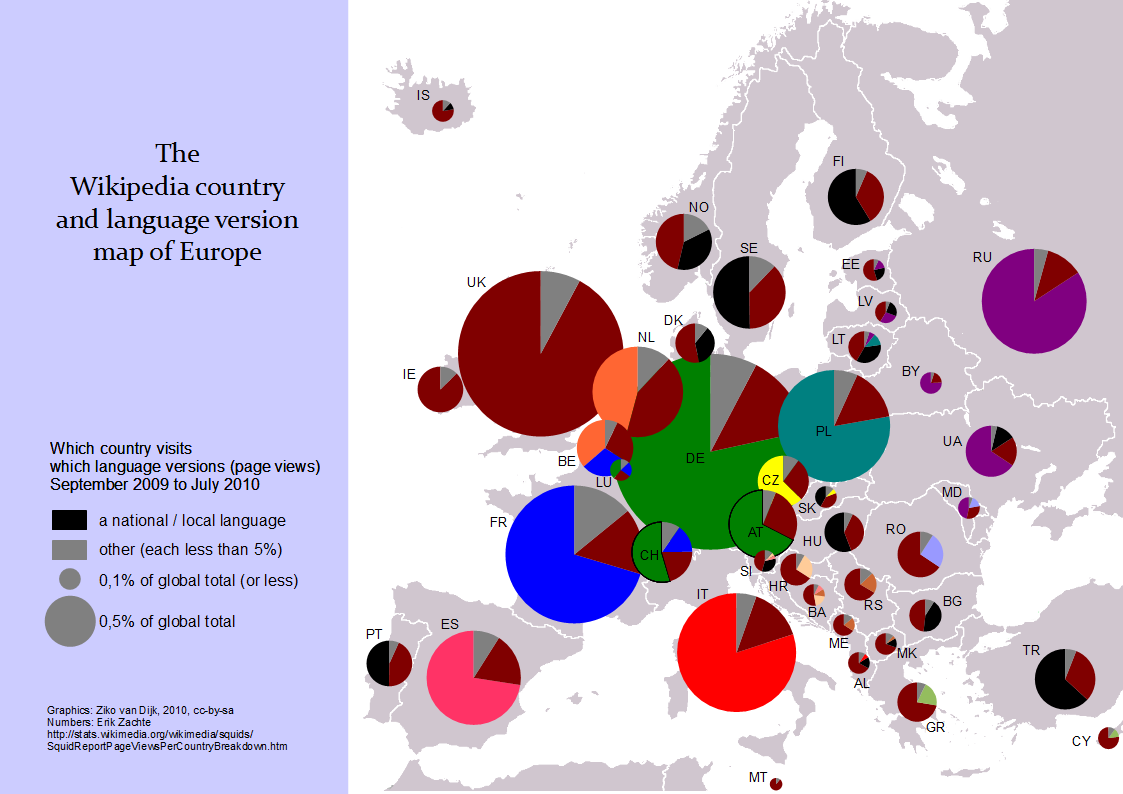
43,4 % der Wikipediaabfragen in Norwegen richten sich an die norwegische Wikipedia (in schwarz), 44,4 % an die englischsprachige Wikipedia (braun). Abgerufene Sprachversionen der Wikipedia in europäischen Ländern, September 2009 – Juli 2010

Ursprünglich gab es nur eine einzige norwegische Wikipedia, von 2001, mit dem ISO-Code no. Es wurden auch Artikel auf Nynorsk akzeptiert. Aber mit der Zeit fragte man sich, ob man tatsächlich eine Sprachversion mit zwei Sprachformen haben will, die sich voneinander so stark unterscheiden wie Dänisch von Schwedisch. Nach einer Abstimmung im Juli 2004 wurde eine eigene Sprachversion auf Nynorsk eingerichtet. Daraufhin entschieden sich die no.Wikipedianer mit knapper Mehrheit dafür, nur noch Artikel auf Bokmål (und Riksmål) zu erlauben.

## Skanwiki
Die beiden norwegischen Wikipedias arbeiten mit der dänischsprachigen Wikipedia und der schwedischen Wikipedia innerhalb des transnationalen Projektes Skanwiki zusammen. Ein Beispiel dieser Zusammenarbeit ist die Präsentation des „skandinavischen Artikels des Tages“ auf der Hauptseite. Im Rotationsprinzip wird täglich ein anderer lesenswerter Artikel auf Dänisch, Schwedisch, Bokmål oder Nynorsk vorgestellt, was die gegenseitige Verständlichkeit innerhalb der nah verwandten skandinavischen Sprachen möglich macht.

## Wikimedia
Betreiber der norwegischsprachigen Wikipedia-Websites und aller anderen Sprachversionen der freien Internet-Enzyklopädie ist die Wikimedia Foundation in San Francisco, USA.
In der Wikimedia Norge, dem chapter (Landesverband) der norwegischen Wikipedianer, sind die Bokmål-Sprecher in der großen Mehrheit. Die Gründungssitzung fand am 23. Juni 2007 statt, Vorsitzender ist Hans Rosbach.

Logo auf Bokmål
Logo auf Nynorsk
Logo auf Nordsamisch
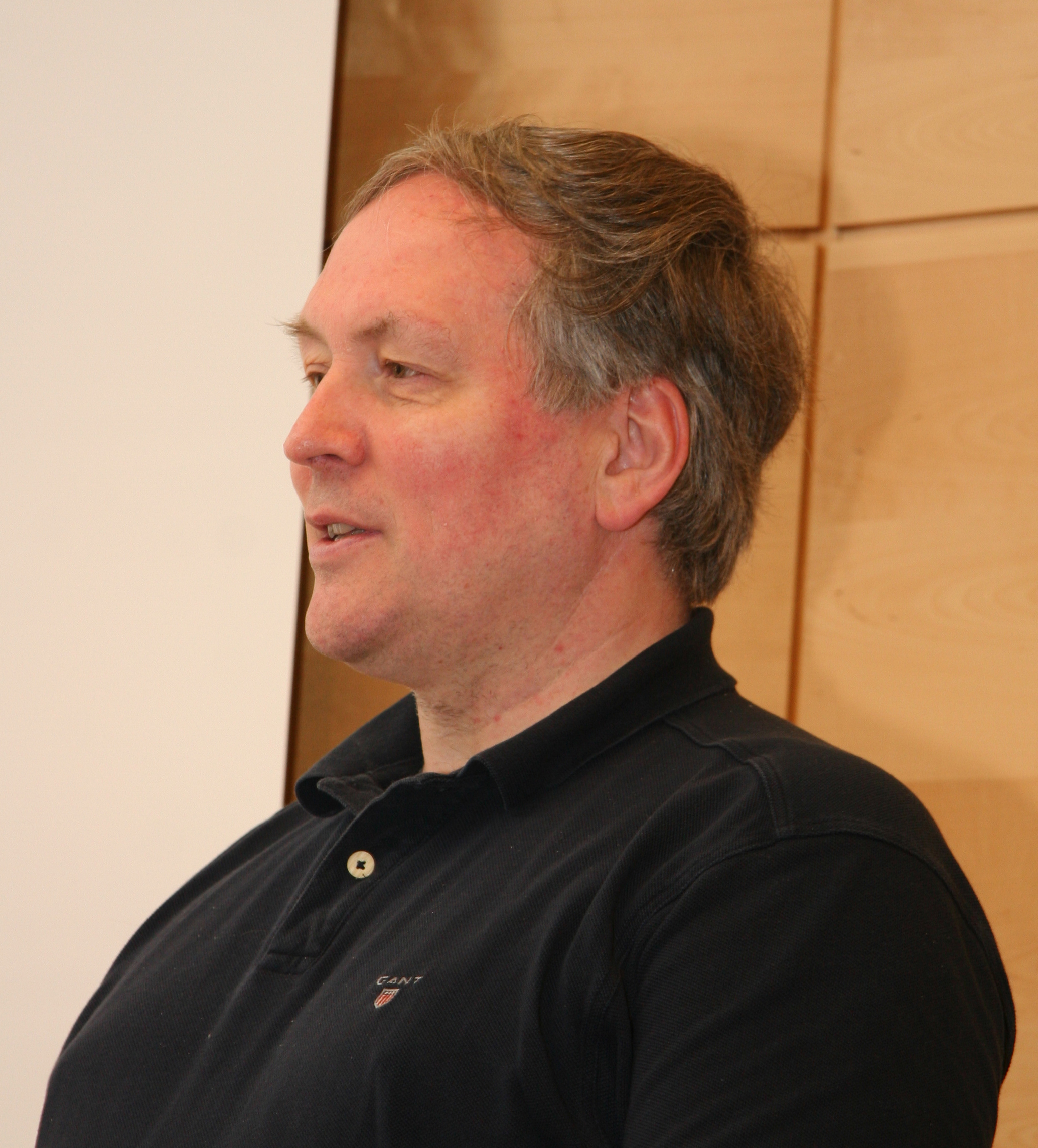
Hans Rosbach
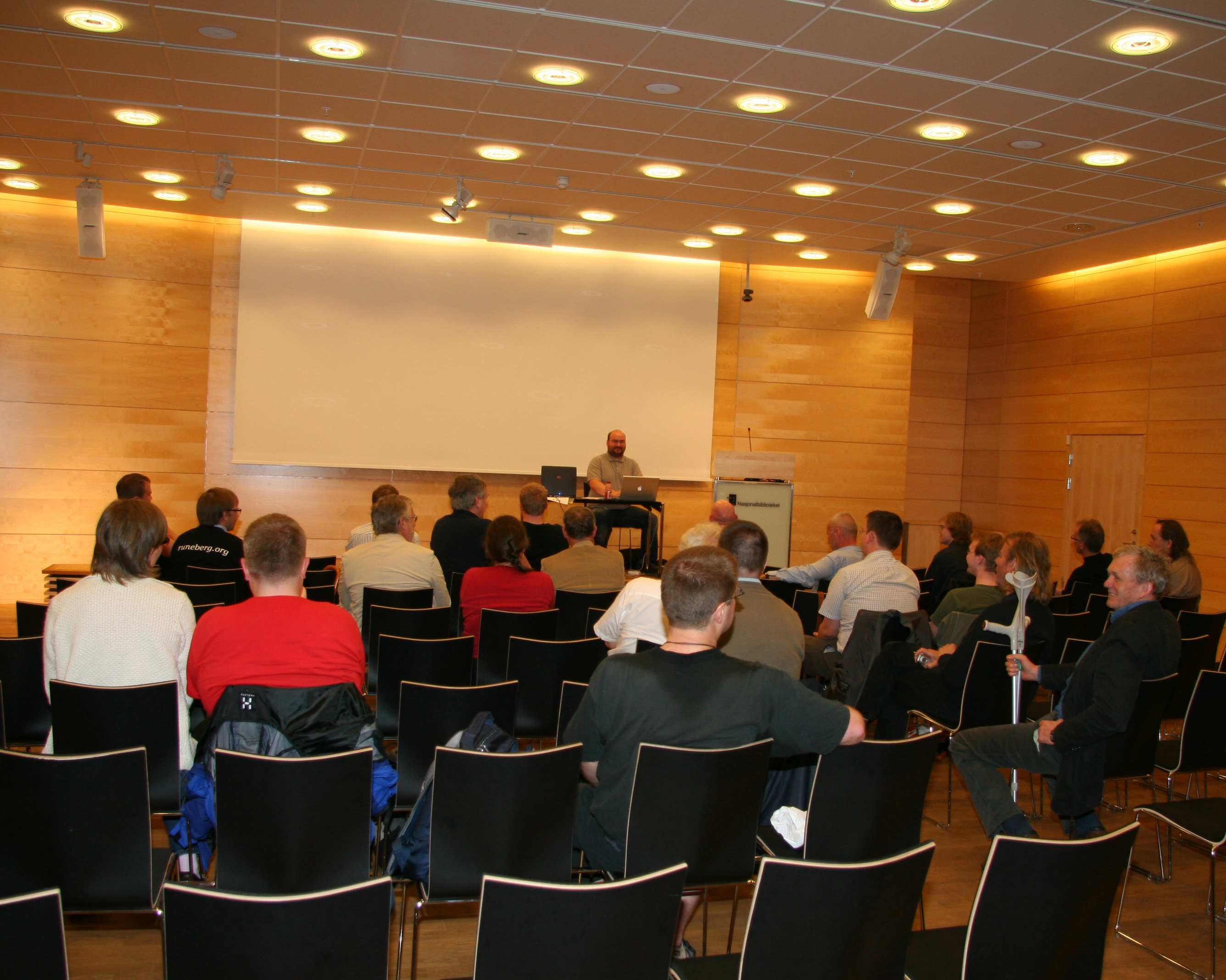
Gründungsversammlung 2007